# Jens Mittelsten Scheid
Jens Mittelsten Scheid (* 1941) ist ein deutscher Mäzen.
Mittelsten Scheid wuchs in Wuppertal in einer calvinistisch geprägten Unternehmerfamilie auf. Sein Vater war Ingenieur, seine Mutter Physiotherapeutin. Nach dem Abitur und einem Praktikum in der elterlichen Firma Vorwerk studierte er Philosophie, Soziologie und Politik in Heidelberg und München und arbeitete als Sozialpädagoge in einer evangelischen Kirchengemeinde in München. Eine bei Reinhard Lauth begonnene Promotion brach er ab.
1982 gründete er die Forschungsgesellschaft „anstiftung“. Mittelsten Scheid unterstützte das Öko-Institut in Freiburg und das Franz Marc Museum in Kochel am See.
Seine Eltern gründeten die Stiftung „ertomis“ (Schwerpunkt auf NS-Forschung, Architektur und Medizin). Nach dem Tod seiner Eltern fusionierte Scheid „anstiftung“ und „ertomis“ zu einer Stiftungsgemeinschaft. Diese hat das Ziel, Menschen zu befähigen, ihre Kompetenzen zu entdecken und Räume zu schaffen, „in denen der Einzelne nicht nur sein Konto im Blick hat, sondern auch seine Nachbarn und seine eigene Kreativität“ (Scheid). Seit 2017 tritt sie wieder unter dem Namen anstiftung (Stiftung) in Erscheinung, nun in der Form einer gemeinnützigen Stiftung bürgerlichen Rechts.
Im Mai 2010 wurde ihm in Frankfurt der Deutsche Stifterpreis des Bundesverbandes Deutscher Stiftungen verliehen.

## Veröffentlichungen
- Mehr Eigenarbeit. Bausteine für eine menschliche Zukunft. In: Das Baugerüst. (1995) 1, ISSN 0005-6618, S. 56–59.